# Irene Alföldi
Irene Alföldi, auch Irene Alföldý (geboren am 24. Juli 1874 in Erlau; gestorben nach 1908), war eine ungarische Opernsängerin (Sopran).

## Leben
Alföldi war die Tochter eines Mehlhändlers. Nachdem sie bei Gesangsmeister Johannes Reß in Wien für die Bühnenlaufbahn ausgebildet worden war, wurde sie 1895 als jugendlich-dramatische Sängerin an das Deutsche Landestheater in Prag engagiert, wo sie als „Elsa“ in Lohengrin debütierte. Sie besaß eine Stimme, die namentlich in der Mittellage weich und gefühlvoll war. Speziell in den Tönen e f g fand ihre Stimme von „sinnlicher, kondensierter Süße und Weichheit“ besondere Anerkennung. Zu ihren hervorragendsten Partien zählen „Sieglinde“ in der Walküre, „Senta“ im Fliegenden Holländer, „Sulamith“ in der Königin von Saba von Goldmark, „Elsa“ im Lohengrin, „Hilde“ im Armen Heinrich, „Pamina“ in der Zauberflöte und „Santuzza“ in Cavalleria rusticana.
Am Deutschen Theater in Prag sang sie am 15. November 1903 die Partie der „Marta“ in der Uraufführung der Oper Tiefland von Eugen d’Albert unter der Leitung von Leo Blech. Ihre Partner dabei waren Erich Hunold als „Sebastiano“ und Desider Aranyi als „Pedro“. Bis 1908 blieb sie in Prag.